# Idrimi
Idrimi (XV secolo a.C. – XV secolo a.C.) è stato re di Siria, antico regno di Alalakh, nei primi decenni del XV secolo a.C..

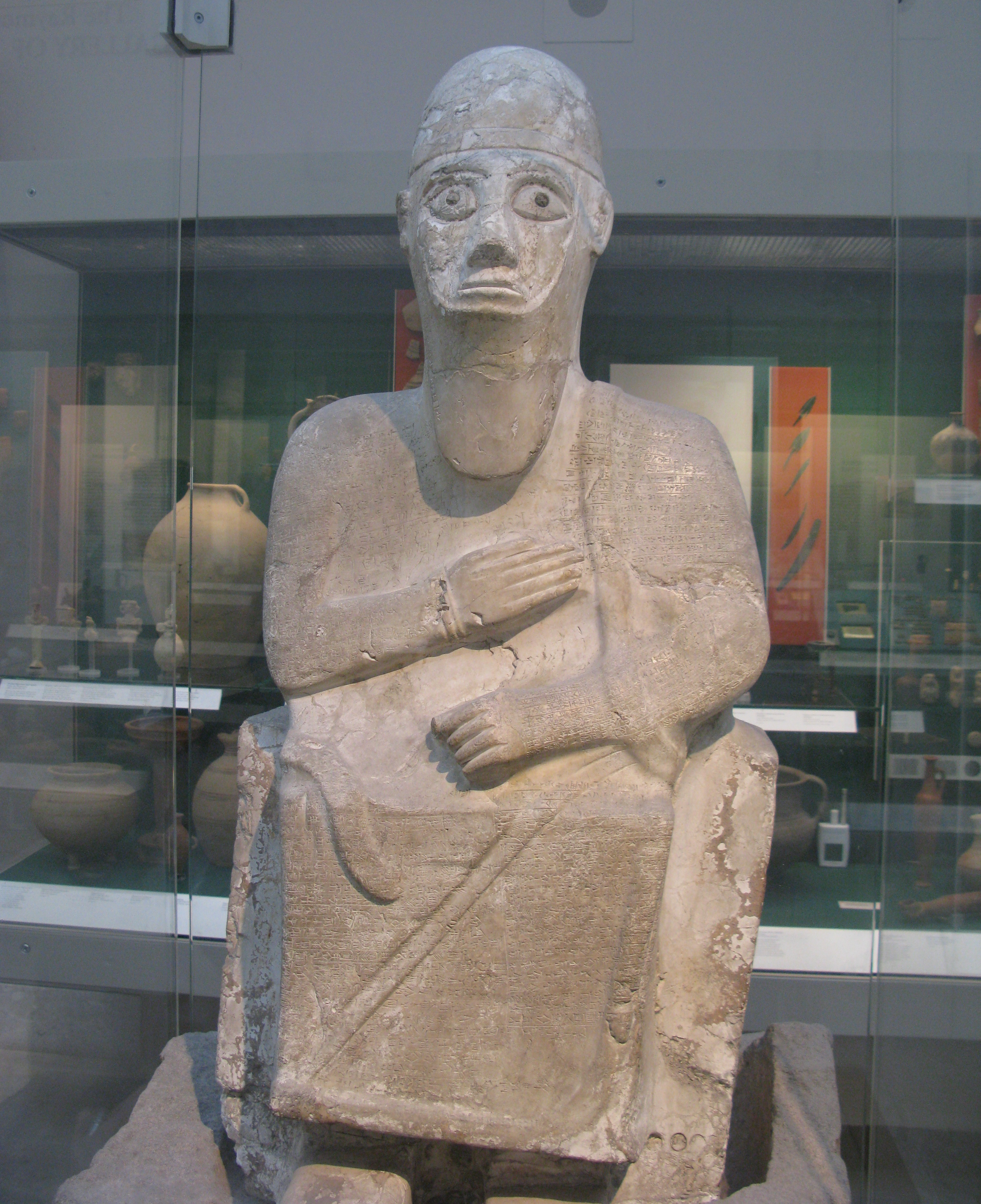
Statua di re Idrimi d'Alalakh, British Museum.

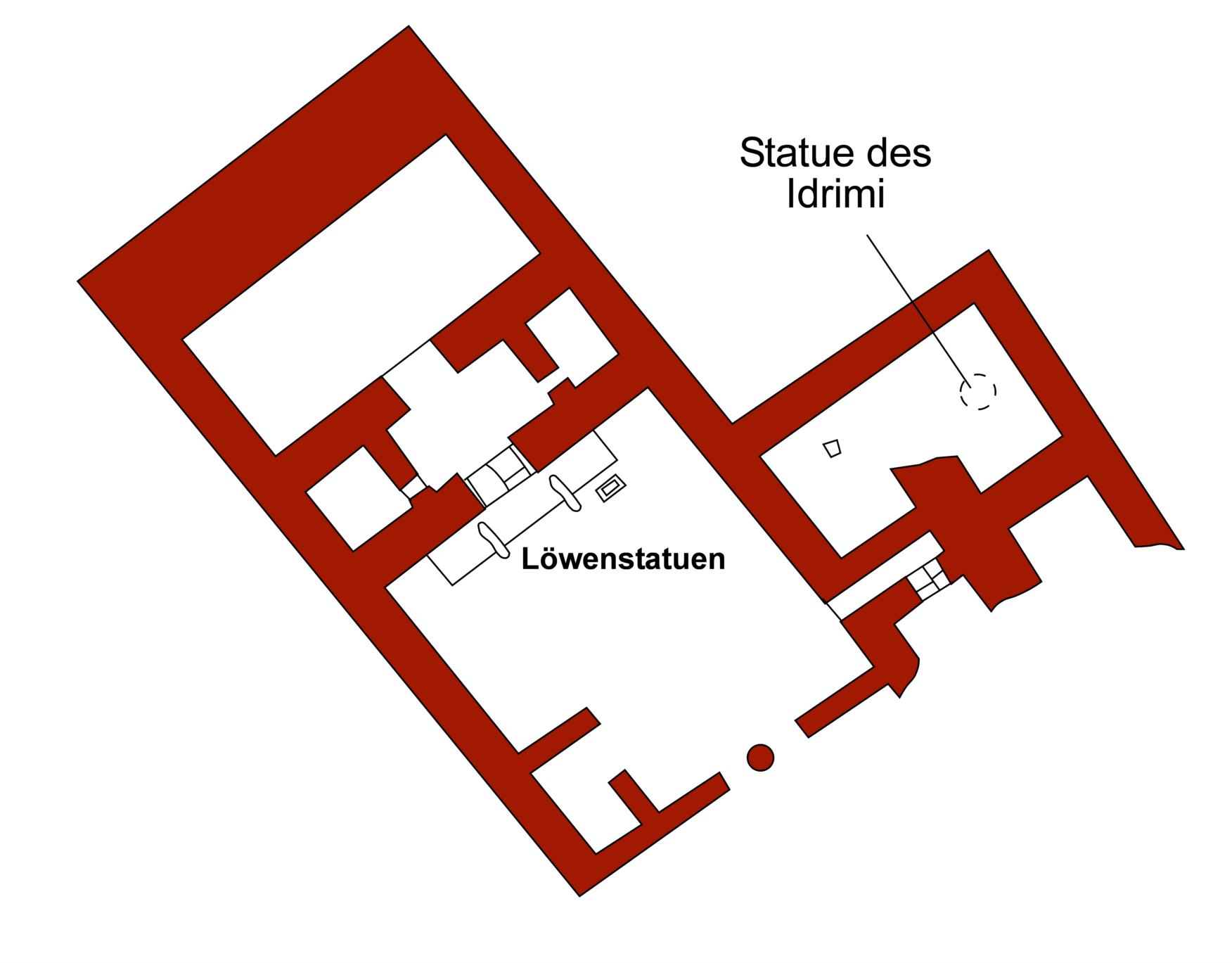
Pianta del santuario d'Alalakh nel quale si trova la statua di Idrimi.

Vassallo del potente regno di Mitanni, che dominava, a quel tempo, la Siria e l'alta Mesopotamia, è soprattutto noto per una statua che lo rappresenta con una lunga iscrizione autobiografica, completata da un trattato di pace e alcuni documenti amministrativi, tutti riesumati nelle rovine della sua capitale Alalakh, l'attuale Tell Açana in Turchia.

## Biografia
Idrimi era figlio di Ilim-ilim-ma, re di Aleppo (o Yamkhad), il più potente regno siriano prima della sua sconfitta nel 1600 a.C. ad opera degli Ittiti, il cui potere successivamente collassò. I disordini di Aleppo causarono la caduta di suo padre e Idrimi dovette rifugiarsi, con i suoi fratelli, alla corte di Emar, da cui proveniva la loro madre. Per non rimanere servo in questo paese e recuperare un trono, Idrimi partì con un solo schiavo e si recò nel territorio dei Suteans, nomadi della steppa, poi a Canaan verso sud, prima di diventare capo di una banda di Habiru, popolo che viveva in nomadismo e di rapine. Guidò una spedizione via mare che lo portò nel paese di Mukish, dove si impadronì della capitale, Alalakh, ex dipendenza del regno di Aleppo. Riuscì a stabilirsi lì, ma il potente re hurrita di Mitanni, Barattarna, gli fu ostile per un motivo non specificato. Dopo lunghe trattative lo riconosce come suo vassallo. Idrimi guidò quindi le spedizioni contro le città ittite, un avversario di Mitanni situato più a nord e costruì un palazzo nella sua capitale. Una tavoletta ritrovata ad Alalakh contiene le disposizioni del trattato tra Idrimi e Pilliya, re di Kizzuwatna (a nord di Alalakh) e anche lui vassallo di Mitanni. Barattarna è menzionato nel testo. Le clausole dell'accordo riguardano principalmente l'estradizione dei fuggiaschi da un regno all'altro.
Idrimi fu chiaramente importante per Alalakh, come fondatore di una dinastia, e la sua statua che si trova in un santuario forse riflette un posto importante nel culto degli antenati dinastici, comune nei regni siriani di questo periodo. Egli assicurò la continuità della vecchia dinastia di Aleppo, caduta in condizioni oscure, probabilmente con l'approvazione di Barattarna. Si è proposto di collegare questo evento agli attacchi da parte del faraone egiziano Thutmose I: il padre di Idrimi lo avrebbe fatto passare per devastare le terre di Mitanni, e una volta che le truppe egiziane se ne andarono avrebbe subito la vendetta di Barattarna. È ovvio che questo ultimo sostenesse la nuova dinastia di Aleppo e che Idrimi non avesse intenzione di farvi ritorno. Quest'ultimo approfittò della protezione del nonno materno per sopravvivere in un primo momento, in quanto suo padre aveva sposato una principessa di un regno vicino seguendo le usanze dell'epoca. Egli seppe mobilitare gruppi marginali ma attivi, popolazioni situate nei punti ciechi dei grandi regni (steppe, montagne) per assumere un principato nel quale si stabilì. Questa storia non è priva di analogie con il biblico Davide, anche lui a capo di truppe marginali mise piede nella città vecchia di Gerusalemme, o con quella di Abdi-Ashirta il fondatore della dinastia dei re di  Amurru, anche se Idrimi era superiore a questi due personaggi in quanto figlio di re. In ogni caso, ciò riflette l'esistenza in diversi luoghi della Siria e della Palestina di una popolazione di Habiru, esclusa da società consolidate, e mobilitata da audaci signori della guerra.

## Statua
La statua di Idrimi è stata portata alla luce in un piccolo santuario adiacente al palazzo reale di Alalakh, datato a ben dopo la morte di Idrimi (che non vuol dire che la statua sia di questo periodo). Alta poco più di un metro, rappresenta il re Idrimi nella foggia dei re tipicamente siriani dell'età del bronzo: un cappotto lungo, una mitra ovale trattenuta da una fascia, una barba senza baffi, seduto su un trono con la mano sul cuore. Lo stile è piuttosto schematico, anche "cubico". Questa statua è situata su un piedistallo di basalto, incorniciato alle spalle da due statue di leoni (o sfingi) dei quali rimangono solo i piedi. Vi è incisa un'iscrizione cuneiforme accadica di un centinaio di righi, rappresentante l'autobiografia del re, ma scritta da uno scriba di nome Sharruwa. Due scribi con questo nome sono presenti negli archivi di Alalakh e pertanto non è possibile determinare quale dei due l'abbia scritta: uno visse al tempo del successore di Idrimi, Niqmepa e un altro molto più tardi, prima della distruzione del sito. Ciò potrebbe mettere in dubbio l'autenticità degli eventi riportati nel testo. Se sono romanzati e riscritti per esaltare le azioni di Idrimi a favore del suo signore, il re di Mitanni, è generalmente considerato che il contenuto del testo sia affidabile. Questo è particolarmente interessante perché è uno dei pochi documenti a riportare l'acquisizione della Siria da parte di Mitanni.

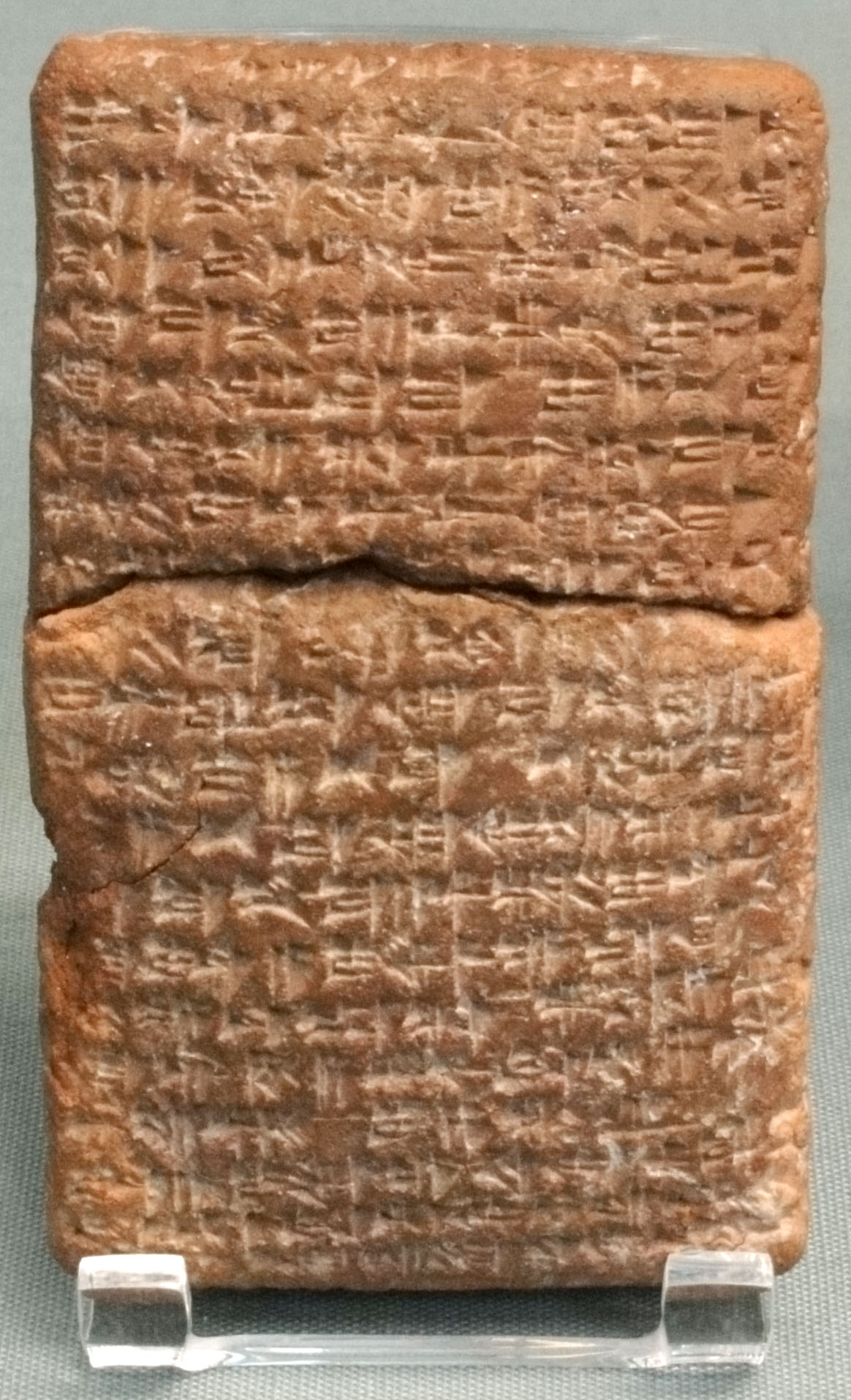
Tavoletta del trattato di Idrimi di Alalakh con Pilliya di Kizzuwatna, British Museum.